# 池田大作沙林襲擊未遂事件

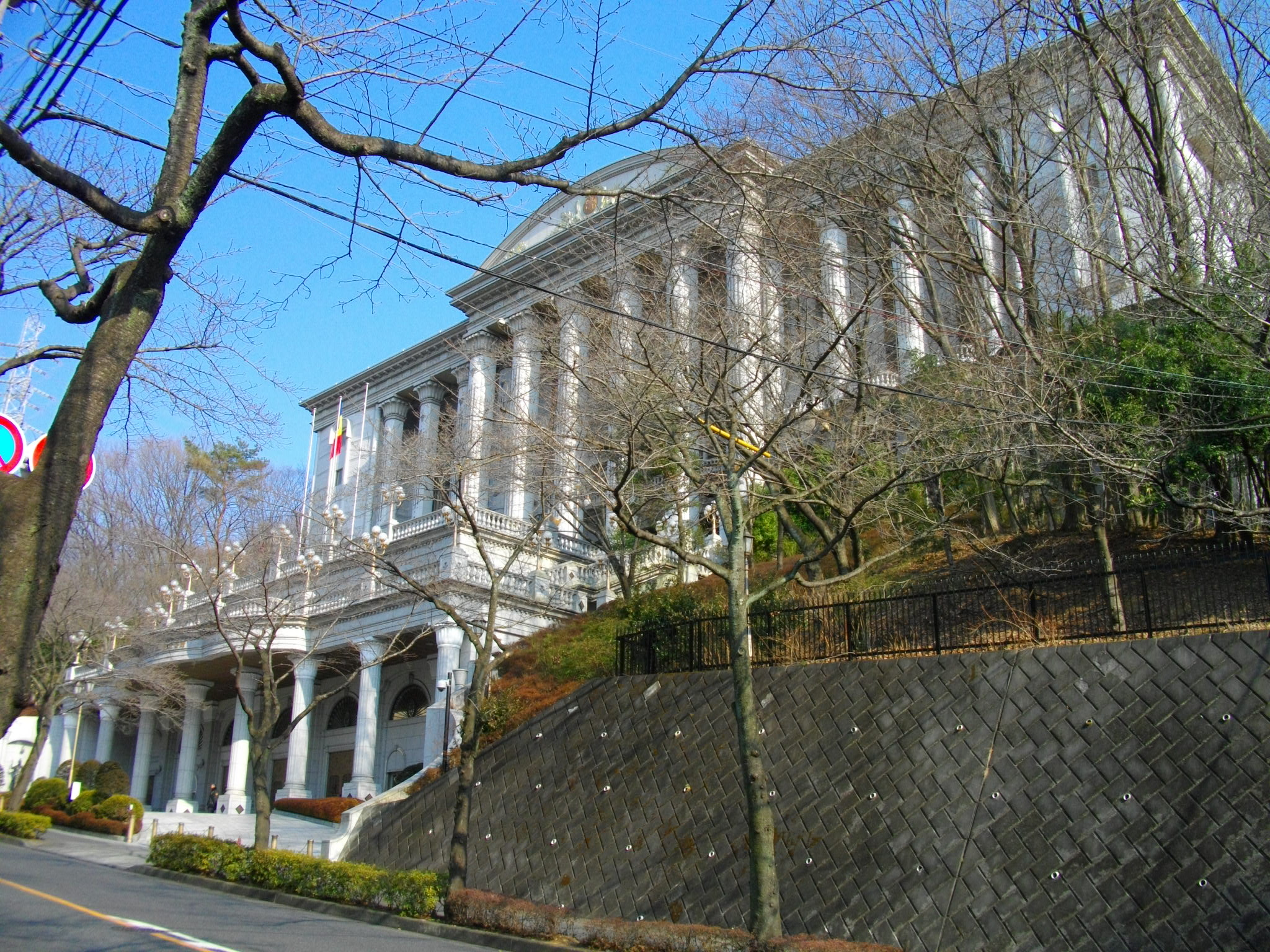
東京牧口紀念會館，案發的現場

池田大作沙林襲擊未遂事件，是發生於1993年11月及12月18日，由奧姆真理教信徒所發動企圖暗殺創價學會名誉会長池田大作未遂的事件。